# Oberalm
Oberalm est une commune autrichienne du district de Hallein dans l'État de Salzbourg.

## Source
Site Officiel  
1. ↑  « Einwohnerzahl 1.1.2018 nach Gemeinden mit Status, Gebietsstand 1.1.2018 », Statistik Austria (en) (consulté le 9 mars 2019)